# 麥可·派翠克·金
麥可·派翠克·金（英語：Michael Patrick King，1954年9月14日—），美國電視節目導演、劇作家和製作人，曾贏得艾美獎。其知名的作品為HBO影集《慾望城市》，第二季後的結尾和開頭都是他撰寫的。金最近也擔任了同名電影的導演。
他也替HBO另一影集《喜開二度》（The Comeback）撰寫劇本，還有其他影集，如《威爾與格蕾絲》、《Cybill》和《風雲女郎》（Murphy Brown）。
1980年代，金搬到了紐約，製作棟篤笑（stand-up comedy），並寫劇本。最後他搬到了洛杉磯，寫了《風雲女郎》的劇本，因此獲得艾美獎的提名。
他是一位出櫃的同性戀者，擁有自己的製作公司（Arcade Productions）。

## 外部連結
- （英文）麥可·派翠克·金在互联网电影资料库（IMDb）上的資料（英文）
- （英文）短訪（页面存档备份，存于）